# David Bernhard von Sartorius
David Bernhard von Sartorius (* 8. Oktober 1744 in Bebenhausen; † 10. Januar 1825 in Bad Urach) war ein württembergischer Generalsuperintendent und Landtagsabgeordneter.

## Leben
Sartorius wurde 1774 Pfarrer in Dettingen, 1881 dann Diakon in der Leonhardskirche in Stuttgart. Er ging 1783 ans Stift nach Tübingen, bevor er 1793 Hospitalprediger und 1804 Rat und Prälat in Alpirsbach wurde. Von 1805 bis 1806 gehörte er als Assessor dem größeren Ausschuss an.